# CM-1002
La CM-1002 es una carretera autonómica de segundo orden de la provincia de Guadalajara (España) que transcurre entre Guadalajara y el límite provincial de Madrid por Torremocha de Jarama, donde enlaza con la M-102. Pertenece a la Red de Carreteras de la Junta de Comunidades de Castilla-La Mancha.
Es una carretera convencional de una sola calzada con un carril por sentido. Atraviesa las localidades de Marchamalo, Usanos, Fuentelahiguera de Albatages, Viñuelas, El Cubillo de Uceda y Uceda.